# Seznam nositelů Řádu Tomáše Garrigua Masaryka
Níže jsou uvedeni nositelé československého nebo českého Řádu Tomáše Garrigua Masaryka ve všech třídách, chronologicky podle udělení.

## Nositelé československého vyznamenání

### 1991
- Prof. ThDr. Josef kardinál Beran, in memoriam, I. třída
- Josef Čapek, Dr. h.c., in memoriam, I. třída
- Prof. Dr. Václav Černý, CSc., in memoriam, I. třída
- Rudolf Firkušný, I. třída
- Prof. Dr. Milan Hodža, in memoriam, I. třída
- JUDr. Milada Horáková, in memoriam, I. třída
- JUDr. Janko Jesenský, in memoriam, I. třída
- Ing. arch. Dušan Jurkovič, in memoriam, I. třída
- Záviš Kalandra, in memoriam, I. třída
- Rafael Kubelík, I. třída
- Jan Masaryk, Dr. h. c., in memoriam, I. třída
- Jan Palach, in memoriam, I. třída
- Dr. Ján Papánek, I. třída
- Prof. Jan Patočka, in memoriam, I. třída
- Ferdinand Peroutka, in memoriam, I. třída
- Prof. PhDr. Daniel Rapant, in memoriam, I. třída
- Dr. Fedor Ruppeldt, in memoriam, I. třída
- Jaroslav Seifert, in memoriam, I. třída
- Ing. Rostislav Sochorec, in memoriam, I. třída
- PhDr. Milan Šimečka, in memoriam, I. třída
- Prof. Svätopluk Štúr, in memoriam, I. třída
- Dominik Tatarka, in memoriam, I. třída
- Kardinál František Tomášek, I. třída
- Jan Zajíc, in memoriam, I. třída
- Tomáš Baťa, II. třída
- JUDr. Prokop Drtina, in memoriam, II. třída
- Rudolf Fraštacký, in memoriam, II. třída
- Pavel Peter Gojdič, in memoriam, II. třída
- Prof. JUDr. Josef Grňa, in memoriam, II. třída
- Egon Hostovský, in memoriam, II. třída
- Roman Jakobson, in memoriam, II. třída
- Jiří Kolář, II. třída
- Dr. Jindřich Kolowrat-Krakowský, II. třída
- MVDr. Martin Kvetko, II. třída
- Reverend Dr. Jan Lang, II. třída
- JUDr. Jozef Lettrich, in memoriam, II. třída
- Bohuslav Martinů, in memoriam, II. třída
- J. E. Dr. Jan Anastáz Opasek, II. třída
- Dr. Hubert Ripka, in memoriam, II. třída
- Prof. František Schwarzenberg, II. třída
- Koloman Sokol, II. třída
- Prof. Dr. Jaroslav Stránský, in memoriam, II. třída
- Msgre. Jan Šrámek, in memoriam, II. třída
- Prof. Dr. Vavro J. Šrobár, in memoriam, II. třída
- Jan Zahradníček, in memoriam, II. třída
- Dr. Petr Zenkl, in memoriam, II. třída
- ThDr. Josef Zvěřina, in memoriam, II. třída
- JUDr. Samuel Belluš, III. třída
- Dr. Johann Wolfgang Brügel, in memoriam, III. třída
- Jan Čep, in memoriam, III. třída
- Prof. Dr. Ivo Ducháček, in memoriam, III. třída
- Prof. JUDr. Karel Engliš, in memoriam, III. třída
- Prof. Jozef Felix, in memoriam, III. třída
- Viktor Fischl (Avigdor Dagan), III. třída
- PhDr. Bedřich Fučík, in memoriam, III. třída
- ThDr. Alexander Heidler, in memoriam, III. třída
- Prof. Václav Hlavatý, in memoriam, III. třída
- Vincent Hložník, III. třída
- JUDr. Fedor Hodža, in memoriam, III. třída
- Vladimír Holan, in memoriam, III. třída
- Josef Hora, in memoriam, III. třída
- Ota Hora, III. třída
- Jindřich Chalupecký, in memoriam, III. třída
- JUDr. Ján Jamnický, in memoriam, III. třída
- Ing. Štefan Janšák, Dr.h.c., in memoriam, III. třída
- Prof. PhDr. Zdeněk Kalista, in memoriam, III. třída
- Prof. JUDr. Imrich Karvaš, in memoriam, III. třída
- PhDr. Božena Komárková, III. třída
- Dr. Ing. Ivan Krasko, in memoriam, III. třída
- Leopold Lahola, in memoriam, III. třída
- PhDr. František Lederer, in memoriam, III. třída
- Cyprián Majerník, in memoriam, III. třída
- Ivan Medek, III. třída
- Václav Neumann, III. třída
- JUDr. Jaroslav Pecháček, III. třída
- Dr. Přemysl Pitter, protestantský kazatel, sociální pracovník a spravedlivý mezi národy, in memoriam, III. třída
- Prof. Karel Plicka, in memoriam, III. třída
- Alfréd Radok, in memoriam, III. třída
- Doc. PhDr. Milan Rúfus, CSc., III. třída
- Ing. Josef Šafařík, Dr.h.c., III. třída
- František Švantner, in memoriam, III. třída
- Prof. JUDr. Eduard Táborský, III. třída
- Doc. Zdeněk Urbánek, III. třída
- Jan Vladislav, III. třída
- Jiří Weil, in memoriam, III. třída
- Otto Wichterle, III. třída
- Prof. JUDr. Rudolf Briška, CSc., in memoriam, IV. třída
- Prof. RNDr. Oskár Ferianc, DrSc., in memoriam, IV. třída
- Ctibor Filčík, in memoriam, IV. třída
- Doc. PhDr. Alexander Hirner, CSc., in memoriam, IV. třída
- Ján Jesenský, in memoriam, IV. třída
- Prof. MUDr. Jiří Král, DrSc., IV. třída
- Anna Kvapilová, IV. třída
- Prof. RNDr. Michal Lukniš, DrSc., in memoriam, IV. třída
- Prof. PhDr. Ján Mikleš, CSc., IV. třída
- Jarmila Novotná-Daubek, IV. třída
- Dr. Gustáv Papp, IV. třída
- Bernadeta Pánčiová, IV. třída
- Prof. MUDr. RNDr. Bohumil Sekla, DrSc., in memoriam, IV. třída
- Ester Šimerová-Martinčeková, IV. třída
- ThDr. Jan Šimsa, IV. třída
- Jaroslav Werstadt, in memoriam, IV. třída
- Dr. Ing. Peter Zaťko, in memoriam, IV. třída

### 1992
- JUDr. Ivan Dérer, in memoriam, I. třída
- PhDr. Alfred Fuchs, in memoriam, I. třída
- Jozef Gregor-Tajovský, in memoriam, I. třída
- Prof. PhDr. Kamil Krofta, in memoriam, I. třída
- JUDr. Ivan Markovič, in memoriam, I. třída
- JUDr. Štefan Osuský, in memoriam, I. třída
- JUDr. Lev Sychrava, in memoriam, I. třída
- JUDr. Přemysl Šámal, in memoriam, I. třída
- Jaroslav Šimsa, in memoriam, I. třída
- Fr. Josef Štemberka, katolický kněz, farář z Lidic, in memoriam, I. třída
- MUDr. Vladislav Vančura, in memoriam, I. třída
- ThDr. Vladimír Čobrda, in memoriam, II. třída
- Vojta Beneš, in memoriam, II. třída
- Zdeněk Bořek-Dohalský, in memoriam, II. třída
- Fedor Houdek, in memoriam, II. třída
- Václav Majer, in memoriam, II. třída
- Jozef Országh, in memoriam, II. třída
- Prof. PhDr. ThDr. Samuel Štefan Osuský, in memoriam, II. třída
- Antonín Pešl, in memoriam, II. třída
- Prof. PhDr. Albert Pražák, in memoriam, II. třída
- Vojtěch Preissig, in memoriam, II. třída
- Prof. PhDr. Emanuel Rádl, in memoriam, II. třída
- JUDr. Juraj Slávik, in memoriam, II. třída
- Prof. PhDr. Anton Štefánek, in memoriam, II. třída
- Prof. PhDr. Jan Uher, in memoriam, II. třída
- Ján Ursíny, in memoriam, II. třída
- Prof. PhDr. Růžena Vacková, in memoriam, II. třída
- Ján Bečko, in memoriam, III. třída
- JUDr. Ján Bulík, in memoriam, III. třída
- Prof. ThDr. František Dvorník, in memoriam, III. třída
- Julius Firt, in memoriam, III. třída
- Ing. arch. Vladimír Grégr, in memoriam, III. třída
- MUDr. Vlasta Kálalová-Di Lotti, in memoriam, III. třída
- Prof. PhDr. František Kovárna, in memoriam, III. třída
- MUDr. František Kriegel, in memoriam, III. třída
- Prof. MUDr. Božena Kuklová-Štúrová, DrSc., in memoriam, III. třída
- Ján Lichner, in memoriam, III. třída
- ThDr. Antonín Mandl, in memoriam, III. třída
- František Němec, in memoriam, III. třída
- JUDr. Josef Palivec, in memoriam, III. třída
- JUDr. Josef Patejdl, in memoriam, III. třída
- Františka Plamínková, in memoriam, III. třída
- Prof. Marie Provazníková, in memoriam, III. třída
- Václav Talich, in memoriam, III. třída
- ThDr. Štěpán Trochta, in memoriam, III. třída
- Květoslava Viestová, in memoriam, III. třída
- Fráňa Zemínová, in memoriam, III. třída
- Stanislav Broj, in memoriam, IV. třída
- Ludwig Czech, in memoriam, IV. třída
- Prof. Josef Ludvík Fischer, in memoriam, IV. třída
- PhDr. Želmíra Gašparíková, in memoriam, IV. třída
- PhDr. Anna Gašparíková-Horáková, in memoriam, IV. třída
- JUDr. Helena Koželuhová, in memoriam, IV. třída
- PhDr. Karel Kučera, in memoriam, IV. třída
- Zdeněk Němeček, in memoriam, IV. třída
- Dr. Ing. Václav Paleček, in memoriam, IV. třída
- Ing. arch. Bohumil Přikryl, in memoriam, IV. třída
- JUDr. Ladislav Radimský, in memoriam, IV. třída
- Bohuslav Reynek, in memoriam, IV. třída
- Josef Rotnágl, in memoriam, IV. třída
- Evald Schorm, in memoriam, IV. třída
- PhDr. Jan Slavík, in memoriam, IV. třída
- MUDr. Karel Steinbach, in memoriam, IV. třída
- JUDr. Grigorij Žatkovič, in memoriam, IV. třída

## Nositelé českého vyznamenání

### 1995
- PhDr. Karel Čapek, in memoriam, I. třída
- JUDr. Ladislav Feierabend, in memoriam, I. třída
- Pavel Tigrid, I. třída
- Charles Vanik, I. třída
- Prof. PhDr. René Wellek, I. třída
- JUDr. Ladislav Rašín, in memoriam, I. třída
- Mons. ThLic. Karel Otčenášek, I. třída
- Bernard Braine, II. třída
- Dr. Karel Hrubý, II. třída
- Karel Poláček, in memoriam, II. třída
- JUDr. Mojmír Povolný, II. třída
- Wolfgang Scheur, II. třída
- ThDr. Antonín Alois Weber, in memoriam, II. třída
- František Langer, in memoriam, II. třída
- JUDr. Vilém Brzorád, in memoriam, III. třída
- Doc. PhDr. Josef Fischer, in memoriam, III. třída
- Prof. PhDr. Ladislav Hejdánek, III. třída
- PhDr. Zdeněk Rotrekl, III. třída

### 1996
- Jan Opletal, in memoriam, I. třída
- JUDr. Rudolf Kirchschläger, I. třída
- Juscelino Kubitschek de Oliveira, in memoriam, I. třída
- Blahoslav Hrubý, in memoriam, II. třída
- JUDr. Antonín Hřebík, in memoriam, II. třída
- Milena Jesenská, in memoriam, II. třída
- Prof. ThDr. h.c. Dominik Pecka, in memoriam, II. třída
- Max van der Stoel, II. třída
- Ing. Slavomír Klaban, CSc., III. třída
- Ludvík Vaculík, III. třída
- JUDr. Jakub Čermín, III. třída
- Eugéne V. Faucher, III. třída
- JUDr. Viktor Fischl, III. třída
- Prof. JUDr. PhDr. Radomír Luža, III. třída
- ThDr. Bohumil Vít Tajovský, III. třída
- Anton M. Otte, III. třída
- Antonín Remeš, in memoriam, IV. třída
- Jiří G. Corn, in memoriam, IV. třída

### 1997
- Olga Havlová, in memoriam, I. třída
- přeosvícený vladyka Gorazd, pravoslavný biskup český a moravskoslezský, in memoriam, I. třída
- František Halas, in memoriam, II. třída
- Mons. ThDr. Oto Mádr, III. třída
- Prof. PhDr. Radim Palouš, CSc., III. třída
- Karel Pecka, in memoriam, III. třída
- Ing. Rudolf Battěk, III. třída
- Prof. PhDr. Josef Fišera, III. třída
- JUDr. Jaroslav Drábek, in memoriam, III. třída
- Ing. Richard Glazar, III. třída
- Otta Bednářová, III. třída
- plukovník v.v. Luboš Hruška, V. třída
- Dagmar Skálová, V. třída

### 1998
- Jeane Kirkpatricková, PhD., I. třída
- Henry A. Kissinger, PhD., I. třída
- Zbigniew Brzezinski, PhD., I. třída
- Jaroslav Kvapil, in memoriam, II. třída
- Prof. Dr. Mikuláš Lobkowicz, II. třída
- PhDr. Václav Renč, in memoriam, II. třída
- Mons. ThDr. Antonín Huvar, III. třída
- Prof. ThDr. Ing. Jakub S. Trojan, III. třída
- Mons. Václav Malý, světící biskup pražský, III. třída
- JUDr. Jiří Kovtun, III. třída
- generálmajor Jaroslav Kašpar, in memoriam, III. třída
- JUDr. Václav Hyvnar, III. třída
- Vlasta Chramostová, III. třída
- Dr. Richard Belcredi, III. třída
- Emil Filla, in memoriam, III. třída
- JUDr. Stanislav Drobný, III. třída
- Prof. Viktor M. Fic, III. třída
- Emanuel Viktor Voska, in memoriam, III. třída
- PhDr. Vilém Prečan, III. třída
- Rudolf Karel, in memoriam, III. třída
- doc. Jaroslav Opat, DrSc., III. třída
- Vladimír Sís, in memoriam, III. třída
- Prof. ThDr. Jan Milíč Lochman, III. třída
- Zdena Mašínová, in memoriam, IV. třída
- Nicholas Winton, IV. třída
- Bedřich Utitz, IV. třída
- Dr. Jaromír Šavrda, in memoriam, IV. třída
- Prof. Dr. Tomáš Špidlík, IV. třída
- Prof. PhDr. Jaroslav Mezník Csc., IV. třída
- Marie Dubinová, IV. třída

### 1999
- Jeho Excelence Josef Karel Matocha, PhDr. ThDr. arcibiskup olomoucký a metropolita moravský, in memoriam, I. třída
- PhDr. Přemysl Janýr, in memoriam, III. třída
- JUDr. Oldřich Černý, III. třída

### 2000
- Ing. Josef Lux, in memoriam, II. třída
- Rudolf Jílovský, in memoriam, II. třída
- Prof. Dr. Jiří Horák, III. třída
- Prof. Dr. Michael Novak, III. třída
- Prof. PhDr. Milan Machovec, DrSc., III. třída
- JUDr. Ing. Jaroslav Musial, IV. třída
- Prof. Dr. Hans Dieter Zimmermann, IV. třída
- Prof. PhDr. Miloš Tomčík, DrSc., IV. třída

### 2001
- Ryszard Siwiec, in memoriam, I. třída
- prof. Robert Badinter, I. třída
- Vojtěch Dundr, in memoriam, II. třída
- Jindřich Vaško, in memoriam, III. třída
- prof. JUDr. Václav Chytil, in memoriam, III. třída
- Mons. ThDr. PhDr. Karel Vrána, IV. třída
- Barbara Coudenhove-Kalergi, IV. třída
- P. František Lízna, SJ., V. třída

### 2002
- Jeho Eminence kardinál Miloslav Vlk, arcibiskup pražský metropolita a primas český, II. třída
- Mgr. Pavel Smetana, synodní senior Českobratrské církve evangelické, III. třída
- JUDr. Zdeněk Kessler, III. třída
- Karel Jan Schwarzenberg, III. třída
- Jacques Rupnik, III. třída
- Efraim Karol Sidon, vrchní pražský a zemský rabín, III. třída
- Luboš Dobrovský, III. třída
- PhDr. Richard Feder, in memoriam, III. třída
- JUDr. Ladislav Lis, in memoriam, IV. třída
- JUDr. Dagmar Burešová, IV. třída

### 2003
- Václav Havel, I. třída
- Mary Robinsonová, I. třída
- Willy Spühler, in memoriam, I. třída
- Jelena Bonnerová, II. třída
- Sergej Adamovič Kovaljov, II. třída
- PhDr. Emil Ludvík, III. třída
- JUDr. Lubomír Voleník, in memoriam, III. třída
- Luisa Abrahams, III. třída
- Adam Michnik, III. třída
- Antje Vollmerová, III. třída
- Miroslav Kusý, III. třída
- Mons. ThDr. Jaroslav Škarvada, III. třída
- JUDr. Antonín Sum, CSc., III. třída

### 2004
- plukovník v.v. Arnošt Kubík, III. třída
- generálporučík v.v. Ing. Tomáš Sedláček, III. třída
- Fra. Josef Zlámal, O. Melit. Prior, III. třída
- plukovník v.v. Otakar Vinklář, III. třída

### 2005
- brigádní generál v.v. MUDr. Josef Hercz, I. třída
- genmjr. v.v. Stanislav Hlučka, I. třída
- P. Martin František Vích, III. třída

### 2006
- brigádní generál v.v. Miroslav Štandera, I. třída
- členka Konfederace politických vězňů MUDr. Naděžda Kavalírová, I. třída
- kapitán Václav Kojzar, in memoriam, II. třída
- účastnice odboje za II. světové války Matylda Čiháková, II. třída
- opat Mons. Michael Josef Pojezdný, II. třída
- teolog Mons. Prof. ThDr. Karel Skalický, IV. třída

### 2007
- publicista, filmový kritik a překladatel Vladimír Bystrov, II. třída
- plukovník v.v. Jiří Formánek, II. třída
- člen Konfederace politických vězňů František Zahrádka, III. třída

### 2008
- Jakub Blacký, II. třída
- Ing. Bohuslav Bubník, II. třída
- Mons. Jan Graubner, II. třída
- Jaroslav Grosman, III. třída
- Ing. Josef Lesák, II. třída
- František Wiendl, III. třída

### 2009
- Anděla Dvořáková, I. třída
- Josefina Napravilová, III. třída
- Ing. František Šedivý, II. třída
- Msgre. Josef Veselý, III. třída
- PhDr. Pavel Žák[1], IV. třída

### 2010
- JUDr. Jan Haluza, II. třída
- Julie Hrušková, II. třída
- Jan Janků, II. třídy
- Josef Vlček, II. třída

### 2011
Všechna vyznamenání byla udělena za vynikající zásluhy o rozvoj demokracie, humanity a lidská práva:
- PhDr. Dagmar Lieblová, oběť nacistické genocidy Židů, jedna ze zakladatelek Mezinárodního sdružení Terezínská iniciativa; II. třída
- Vladimír Lopaťuk, předseda Ústřední rady Svazu Pomocných technických praporů a Vojenských táborů nucených prací a předseda a zakladatel Konfederace vojenských táborů nucených prací střední a východní Evropy; III. třída
- Karel Páral zakladatel a předseda Klubu K 231 a funkcionář Konfederace politických vězňů; II. třída
- Anna Magdalena Schwarzová, řeholnice, aktivistka katolického disentu a Výboru na obranu nespravedlivě stíhaných; II. třída
- Ladislav Suchomel, aktivista protikomunistického odboje a Konfederace politických vězňů; III. třída
- Ing. František Suchý, zasloužil se o uchování záznamů o osudu řady nacisty popravených českých vlastenců, aktivista protikomunistického odboje; III. třída
- Marie Škarecká, aktivistka podzemní církve, poskytovala úkryt pronásledovaným lidem prchajícím za hranice, spoluzakladatelka Konfederace politických vězňů; II. třída

### 2012
- Leopold Färber – zakladatel ilegální odbojové skupiny, vězněn komunistickým režimem, věnoval se dokumentaci odboje proti nacismu a komunismu
- Mons. Karel Fořt – katolický kněz, bývalý redaktor Rádia Svobodná Evropa
- pplk. Jaromír Jarmara – spolupracoval s vojenskou odbojovou skupinou Praha – Žatec, vězněn komunistickým režimem
- JUDr. Josef Plocek – za svou činnost pronásledován nacistickým i komunistickým režimem, vězněn, poslán do uranových dolů
- RNDr. Hubert Procházka, CSc. – místopředseda Konfederace politických vězňů, za války člen ilegální skautské protikomunistické odbojové skupiny, odsouzen za velezradu a špionáž, poslán do uranových dolů
- Drahomíra Strouhalová – účastnice protikomunistického odboje, osm let vězněna komunistickým režimem

### 2013
- prof. Erazim Kohák – filosof, I. třída
- Jiří Suchý – herec, skladatel, spisovatel a dramatik, I. třída[3]

### 2014
- Eduard Harant, za vynikající zásluhy o rozvoj demokracie, humanity a lidská práva, I. třída
- Hana Hegerová, za vynikající zásluhy o rozvoj humanity, I. třída
- Karel Kryl, in memoriam, za vynikající zásluhy o rozvoj demokracie, humanity a lidská práva, I. třída
- Miroslav Zikmund, za vynikající zásluhy o rozvoj humanity, I. třída

### 2015
- František Kriegel, in memoriam, za vynikající zásluhy o rozvoj demokracie, humanity a lidská práva

### 2016
za vynikající zásluhy o rozvoj demokracie, humanity a lidská práva, I. třída
- Hanuš Holzer, in memoriam, honorární konzul ČR ve Švýcarsku,
- prof. Ing. Valtr Komárek DrSc., in memoriam, ekonom, prognostik a politik, jedna z klíčových postav listopadu 1989

za vynikající zásluhy o rozvoj demokracie, humanity a lidská práva, IV. třída
- doc. Jan Kačer, herec a režisér

### 2017
- Petr Beck, přeživší vězeň z Osvětimi, po úniku se zapojil do bojů s nacisty
- Charles R. Crane, in memoriam, podnikatel a diplomat, sponzor Slovanské epopeje
- prof. Jože Plečnik, in memoriam, slovinský architekt a urbanista

### 2018
- Giuseppe Leanza, italský katolický duchovní, apoštolský nuncius v České republice a doyen diplomatického sboru České republiky, I. třída
- Rajko Doleček, in memoriam, lékař česko-srbského původu a populizátor endokrinologie, diabetologie, zdravé výživy a dietologie, I. třída
- Martin Filipec, oftalmolog a vědec, který se zaměřuje na oční imunologii a zevní choroby oka, I. třída

### 2019
- Jan Jelínek, in memoriam, evangelický kazatel a zachránce pronásledovaných za druhé světové války

### 2021
- prof. MUDr. Karel Raška, DrSc., in memoriam, voják, lékař, epidemiolog, zakladatel moderní československé epidemiologie, I. třída

### 2022
- MUDr. Milena Černá, in memoriam, lékařka a ředitelka Výboru dobré vůle – Nadace Olgy Havlové
- PhDr. Věra Doušová, ředitelka Potravinové banky pro Prahu a Středočeský kraj
- Ladislav Mňačko, in memoriam, slovenský spisovatel a všestranný publicista

### 2023
- Mons. prof. PhDr. Tomáš Halík, Th.D., dr. h. c., římskokatolický kněz, filosof, psycholog, religionista, sociolog a teolog, I. třída
- Marta Kubišová, zpěvačka, disidentka, I. třída
- Zdena Mašínová, zdravotní sestra, oběť komunistické perzekuce, iniciátorka vzniku Památníku tří odbojů, I. třída
- prof. PhDr. Jan Sokol, Ph.D., CSc., in memoriam, filosof, pedagog a politik, I. třída
- Mgr. Jarmila Stibicová, učitelka, lidskoprávní a politická aktivistka, disidentka, I. třída
- PhDr. Milan Uhde, politik, básník a dramatik, I. třída
- Mgr. Ilja Hradecký, zakladatel a dlouholetý ředitel neziskové organizace Naděje, II. třída
- prof. RNDr. Hana Librová, CSc., bioložka a ekoložka, II. třída
- PhDr. Jan Šolc, občanský aktivista, vysokoškolský učitel, politik, II. třída

### 2024
- Bill Clinton, 42. prezident Spojených států amerických, politik, I. třída
- Jan Pavel II., in memoriam, 264. papež, I. třída
- Karel Kovanda, diplomat, bývalý velvyslanec a představitel Česka při OSN a NATO, II. třída
- Mgr. Daniel Kroupa, Ph.D., politik, vysokoškolský učitel, filozof, signatář Charty 77, III. třída
- Mgr. Pavel Pecháček, in memoriam, novinář působící v rozhlasových stanicích Svobodná Evropa a Hlas Ameriky, III. třída
- Mgr. Anna Šabatová, ochránkyně práv, signatář a mluvčí Charty 77, III. třída
- Mons. Josef Suchár, kněz a spoluzakladatel Sdružení Neratov, IV. třída